# Alternaria alternata
Alternaria alternata är en svampart som först beskrevs av Elias Fries, och fick sitt nu gällande namn av Keissl. 1912. Alternaria alternata ingår i släktet Alternaria och familjen Pleosporaceae.   Inga underarter finns listade i Catalogue of Life.

## Källor

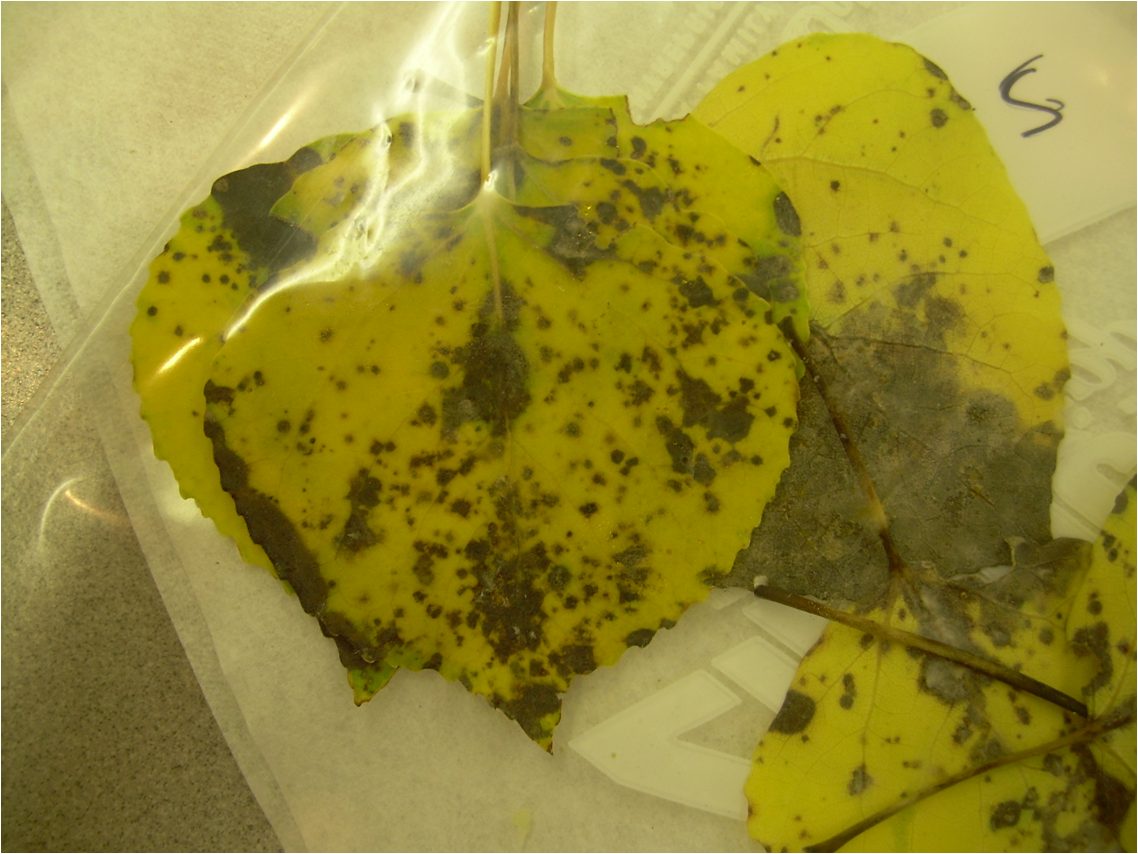
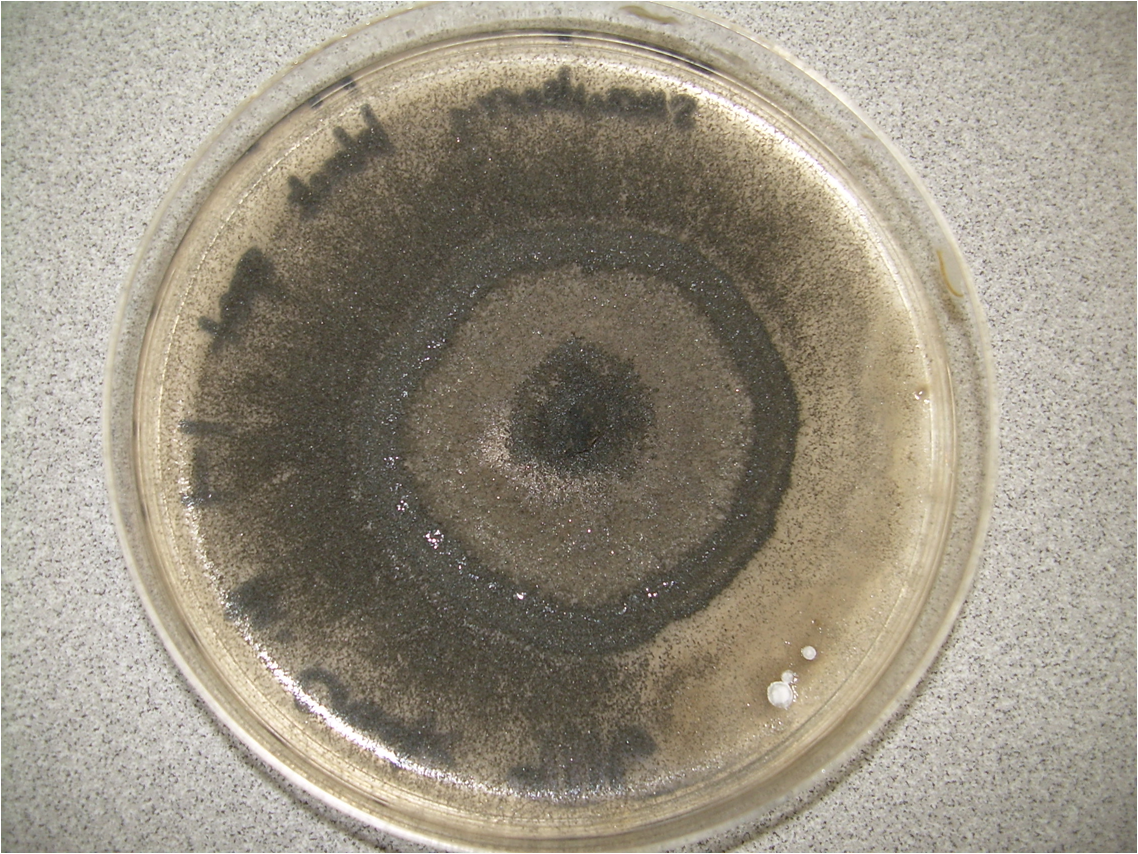
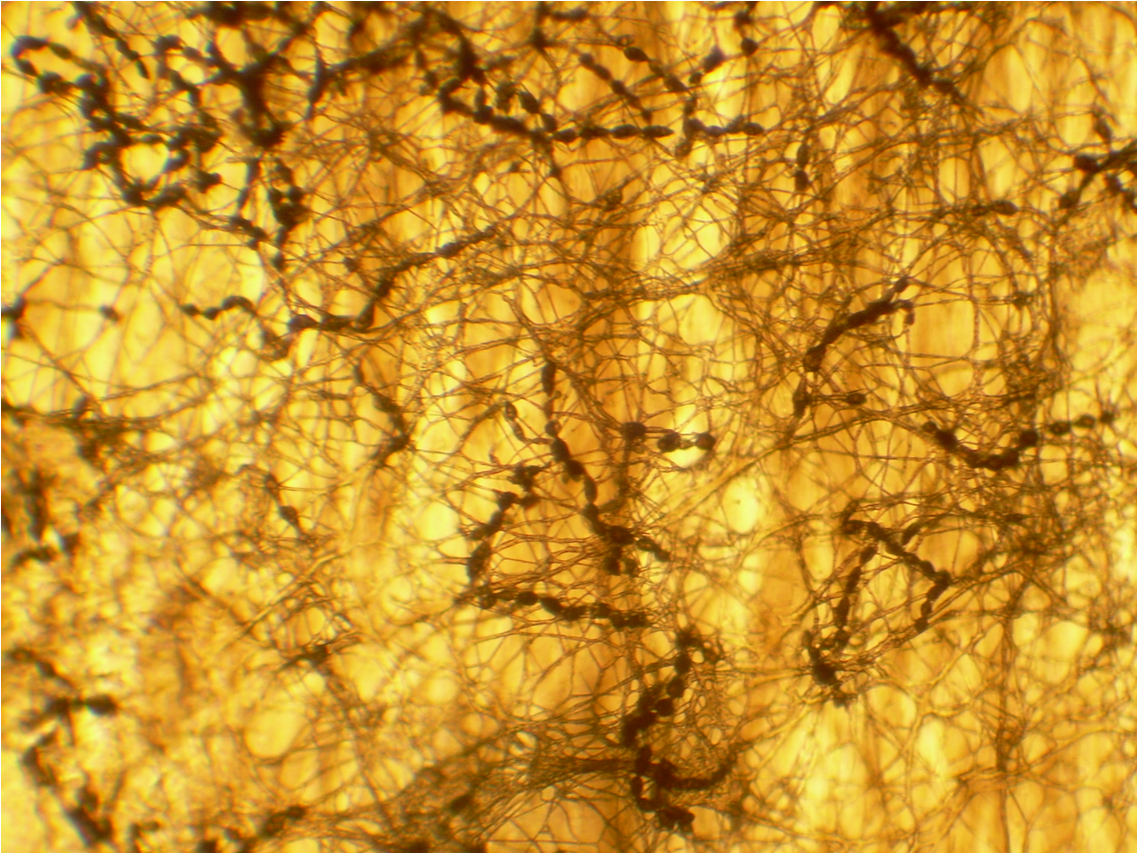
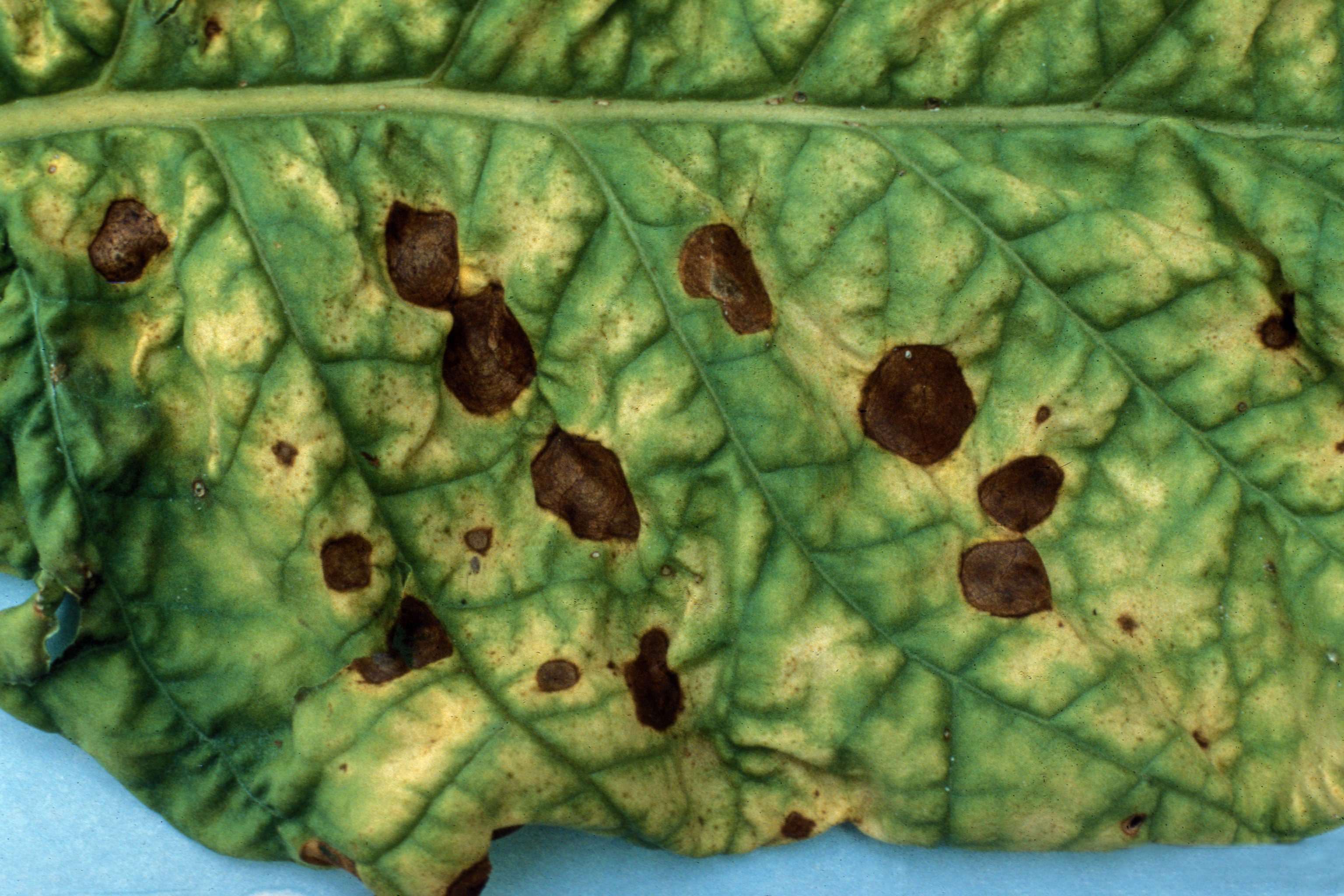